# Коала
Коа́ла (лат. Phascolarctos cinereus) — вид сумчатых, обитающий в Австралии. Единственный современный представитель семейства коаловых (Phascolarctidae) из отряда двурезцовых сумчатых (Diprotodontia).

## Этимология
Слово коала (англ. koala) происходит от даракского слова gulawan или его укороченной формы gula. Первоначальную транскрипцию cullawine постепенно вытеснил вариант koola. Хотя гласная /u/ была первоначально написана в английской орфографии как «оо», она, возможно по ошибке, была изменена на «oa». Ошибочно считалось, что это слово означало «не пьёт».
Видовое название cinereus было предложено в 1817 году Георгом Августом Гольдфусом, и на латинском языке означает «пепельный». Родовое название коалы, Phascolarctos, происходит от др.-греч. φάσκωλος (сумка) и др.-греч. ἄρκτος (медведь).
Хотя коалы не являются медведями или их близкими родственниками, англоговорящие поселенцы конца XVIII века называли их медведями коала (англ. koala bear) из-за внешнего сходства. Это название до сих пор используется за пределами Австралии, хотя его использование не рекомендуется из-за двусмысленности.

## Ареал
Естественный ареал коалы включает прибрежные районы на востоке и юге Австралии, от Аделаиды до южной части полуострова Кейп-Йорк. Также они распространены в регионах с достаточным количеством влаги для поддержки подходящих коалам лесов. Коалы штата Южная Австралия были в значительной степени уничтожены в течение первой половины XX века, но с помощью особей из штата Виктория популяция коал в Южной Австралии восстановлена. В начале XX века они были завезены в Янчеп в Западной Австралии, а также на ряд островов у побережья Квинсленда, в том числе остров Кенгуру и Магнитный остров, который предположительно является северной оконечностью современного ареала коал. Общая площадь ареала коал составляет около 1 000 000 км² и включает не менее 30 биогеографических регионов.

## История изучения
Коалы остались незамеченными экспедицией Джеймса Кука, в 1770 году открывшей восточное побережье Австралии. Первое упоминание о них встречается в отчёте Джона Прайса, слуги губернатора Нового Южного Уэльса Джона Хантера, о путешествии в Голубые горы в 1798 году. Прайс писал, что в Голубых горах водится животное, называемое куллавайн, внешне похожее на ленивца. Для науки коала был открыт в 1802 году флотским офицером Барралье, который обнаружил у аборигенов останки коалы и послал заспиртованные конечности зверя Филипу Кингу, губернатору Нового Южного Уэльса. В июне 1803 года живой коала был пойман к югу от Сиднея, а 21 августа газета Sydney Gazette поместила его подробное описание. В 1808 году коалы были определены как вид, схожий с вомбатами.
Примерно в течение полувека коал находили только в пределах Нового Южного Уэльса. В 1855 году натуралист Уильям Бландовски встретил его в штате Виктория, а в 1923 году О. Томас — в юго-восточной части Квинсленда.

## Физическая характеристика

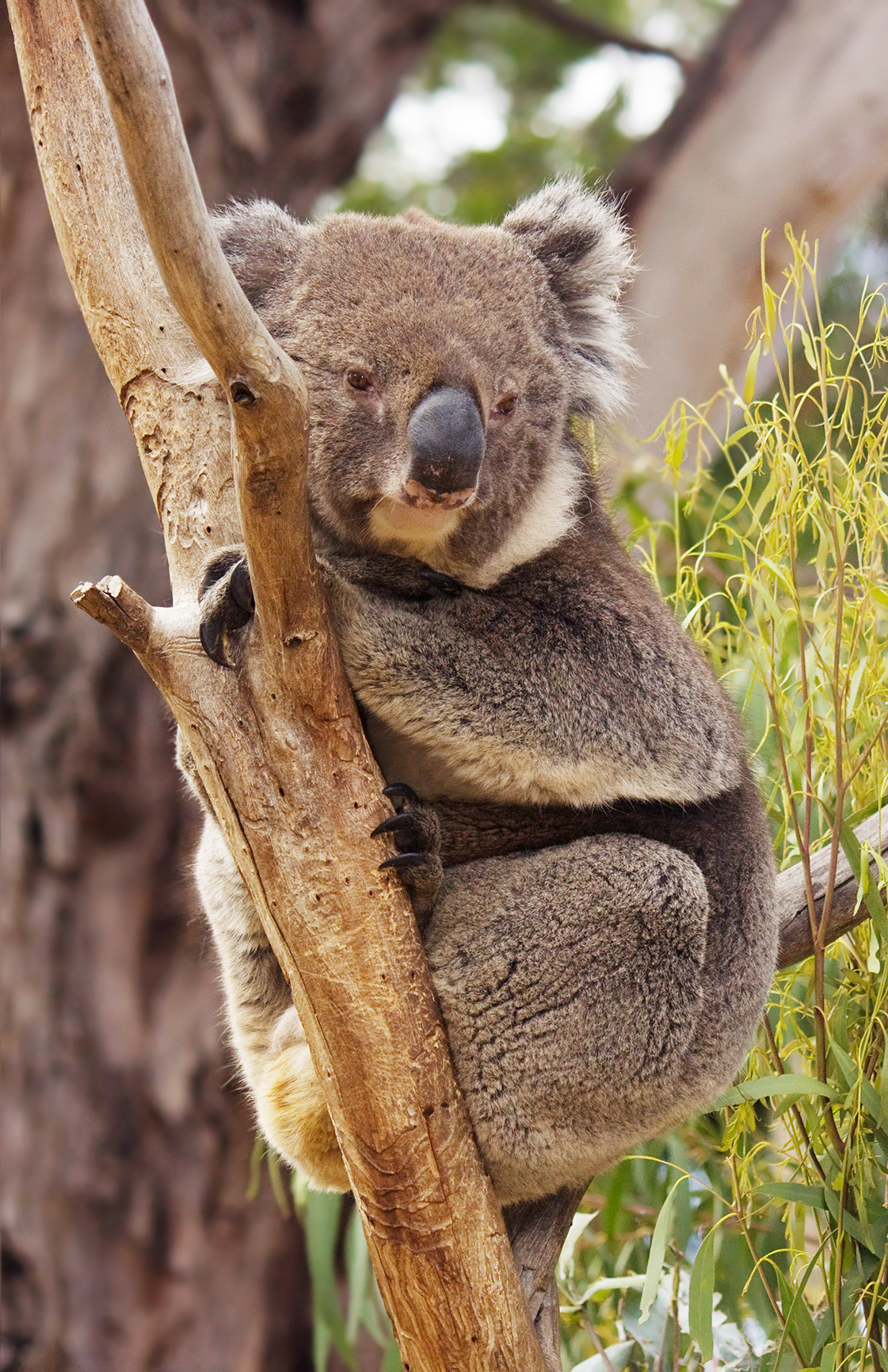
Самка коалы

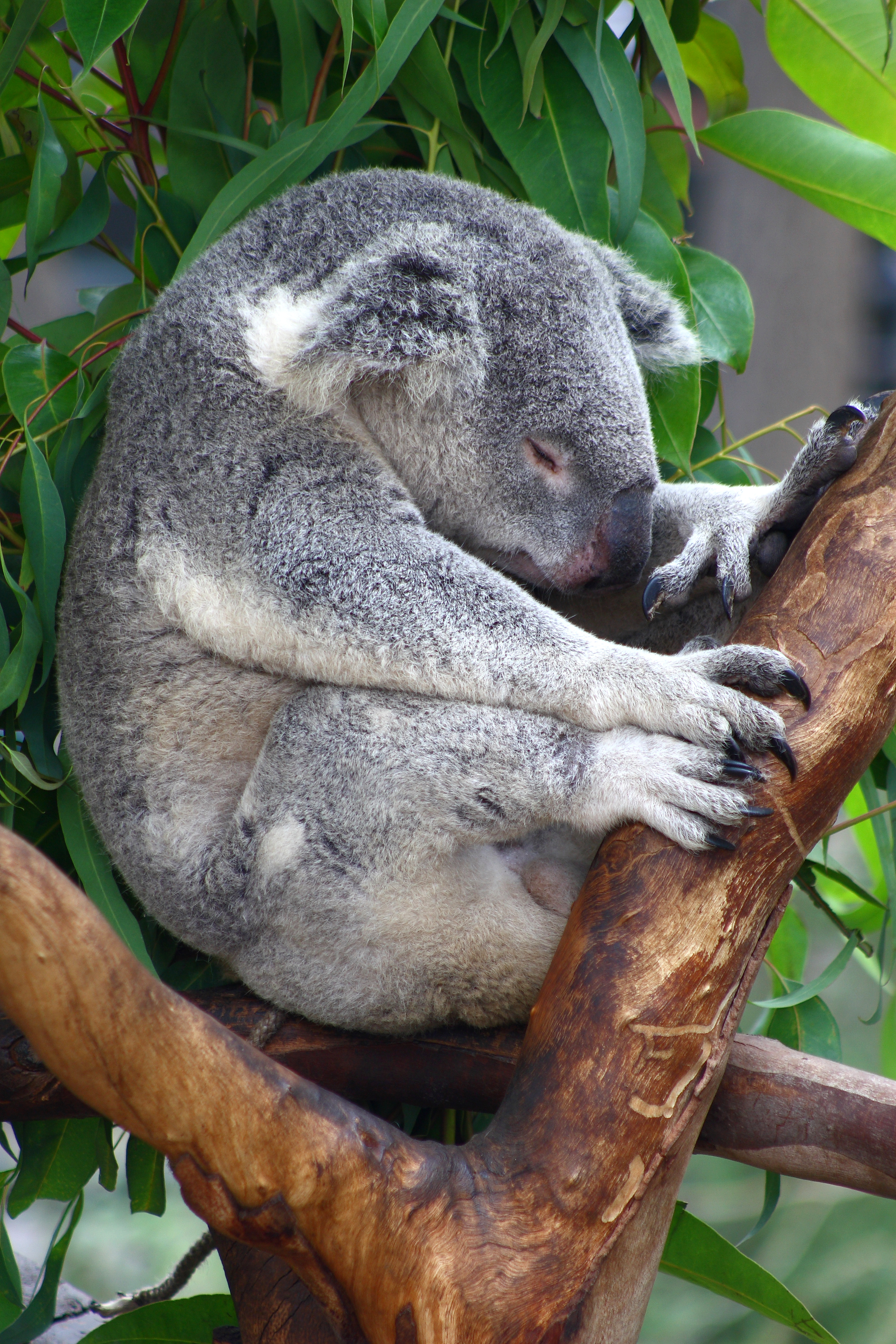
У коал медленный метаболизм и они спят в течение большей части дня

В целом коалы похожи на вомбатов (их ближайших родственников), но имеют более густой мех (мягкий и толщиной 2—3 см), более крупные уши и более длинные конечности. У коалы есть большие острые когти, помогающие ей с хождением по стволам деревьев. Вес коалы варьируется от примерно 5 кг у небольшой самки с севера до около 14 кг у крупного самца с юга.
Конечности коал приспособлены к лазанью. Кисть передней лапы имеет 2 отставленных в сторону «больших» пальца (по-английски: thumbs), имеющие две фаланги, которые противостоят трем остальным обычным пальцам (англ. fingers), с тремя фалангами, расположенными вдоль кисти. Называть второй палец коалы указательным не совсем корректно, ибо он выглядит так же, как и первый, то есть «большой» палец. Все пальцы передних лап завершаются прочными когтями. Всё это позволяет животному эффективно обхватывать ветви деревьев, замыкая кисть в надёжный замок, а молодому коале цепко держаться за шерсть матери. При этом коала и спит в таком положении, а при случае может и повисеть на одной лапе.
Что касается задних конечностей, то на ступне всего один «большой» палец, причём он без когтя, и четыре обычных, завершающихся когтями. При этом второй, то есть указательный палец в области 1-й и 2-й фаланги сросся мягкими тканями со средним пальцем ступни.
Коалы — одни из немногих млекопитающих, за исключением приматов, имеющих папиллярный узор на подушечках пальцев. Отпечатки пальцев коал похожи на отпечатки пальцев людей, и их сложно различить даже с помощью электронного микроскопа.

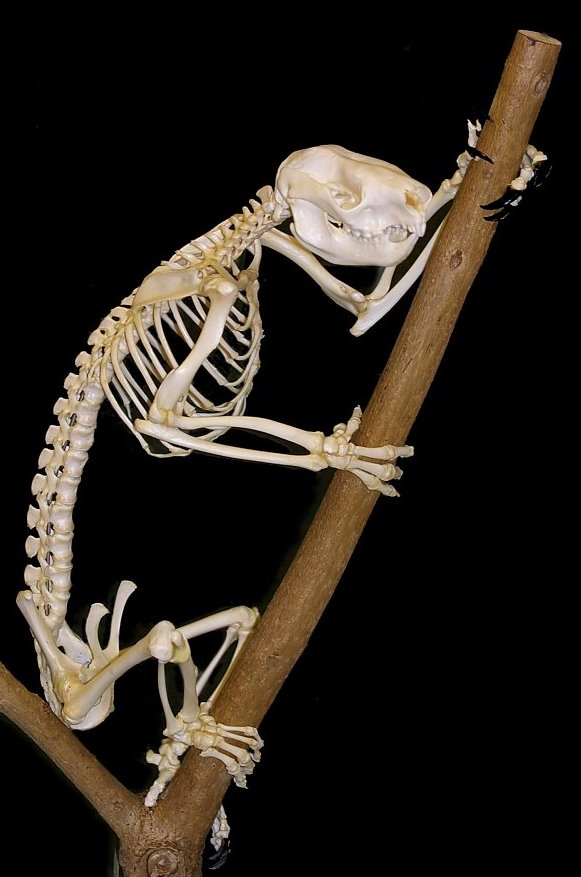
Скелет коалы

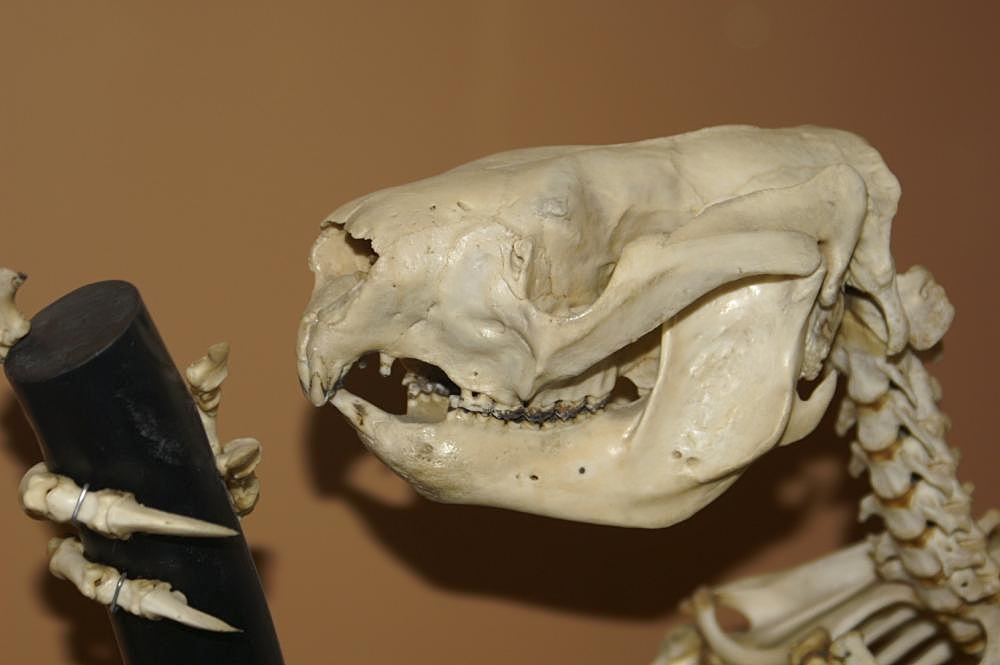
Череп коалы

Зубы коалы адаптированы к травоядному питанию и похожи на зубы других двурезцовых сумчатых, например кенгуру и вомбатов. Они имеют острые резцы, чтобы обрезать листья прямо у передней части рта, и отделены от шлифовальных зубов широкой диастемой. Зубная формула коал — 3.1.1.41.0.1.4.
Самцы коалы имеют раздвоенный пенис, а самки — два влагалища и две раздельные матки, что характерно для всех сумчатых животных.

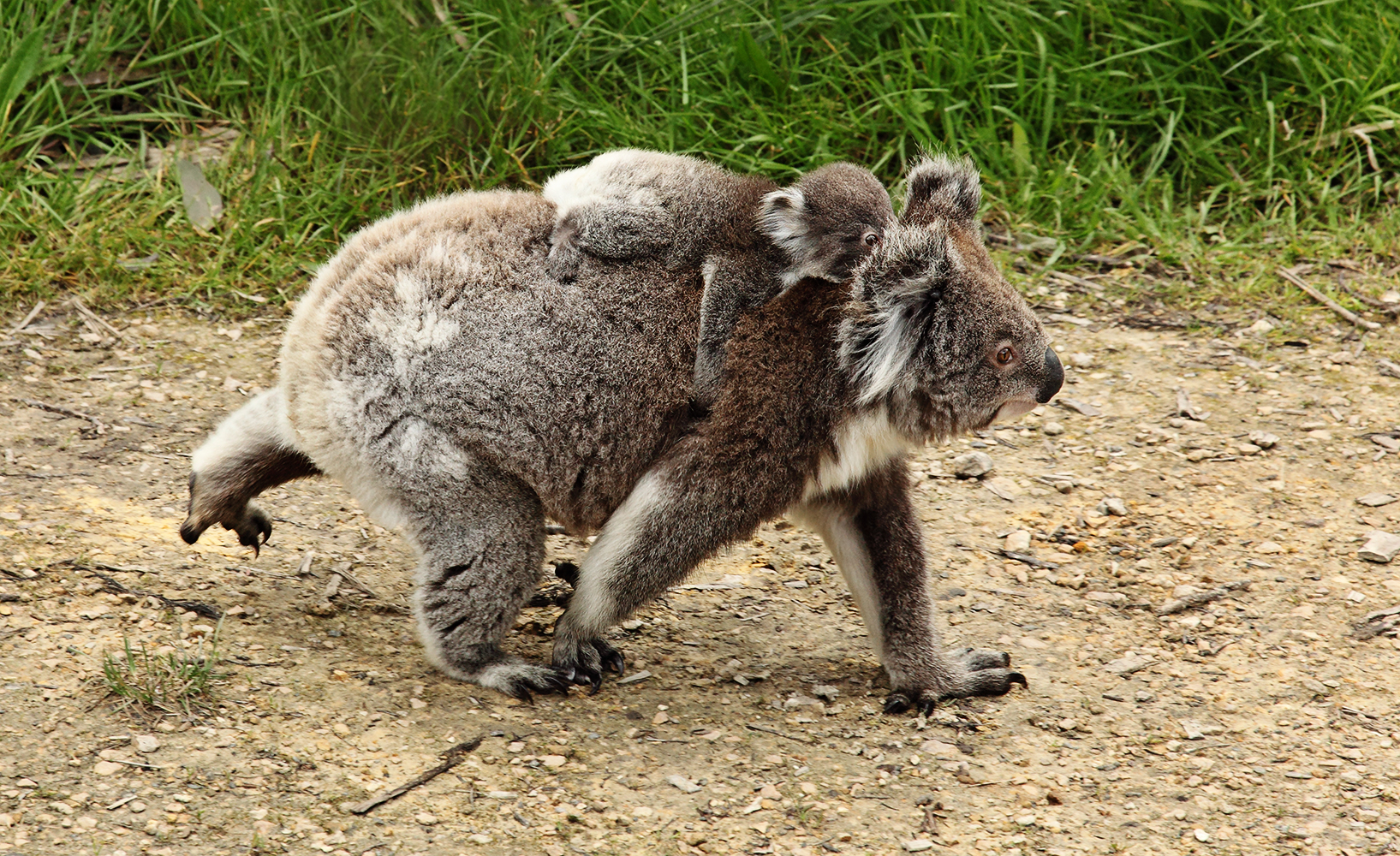
Коалы ходят на всех четырёх ногах при ходьбе по земле, а детёныши цепляются за спину

Мозг у предков современных коал наполнял всю полость черепа, но стал резко сокращаться у современных коал. Предполагается, что такая дегенерация произошла вследствие адаптации к исключительно малопитательной растительной (листоядной) диете. Соотношение массы головного мозга к массе тела у коал — одно из наименьших среди всех сумчатых: вес головного мозга составляет не более 0,2 % веса коалы, при этом оставшаяся часть полости черепа (около 40 %) заполнена спинномозговой жидкостью. Два полушария головного мозга, по мнению ученого Тима Фланнери, похожи на «пару сморщенных половин грецкого ореха на вершине ствола мозга, без контакта друг с другом и с костями черепа».
Коалы обычно молчаливы, но самцы могут подавать очень громкий призывный крик, который в период размножения можно услышать на расстоянии в почти километр. Способность коал издавать звук большой громкости и низкой частоты, нехарактерный для некрупного животного, учёные объясняют наличием дополнительной пары голосовых связок, расположенных за гортанью. Самки выбирают себе партнеров в зависимости от этих призывных криков, отдавая при этом предпочтение более крупным самцам. Когда коала испуган или ранен, он может издавать громкий крик, похожий на крик ребёнка.
Достоверных данных о продолжительности жизни коал в дикой природе довольно мало, в неволе же наблюдались особи, жившие до 18 лет.

## Образ жизни и питание

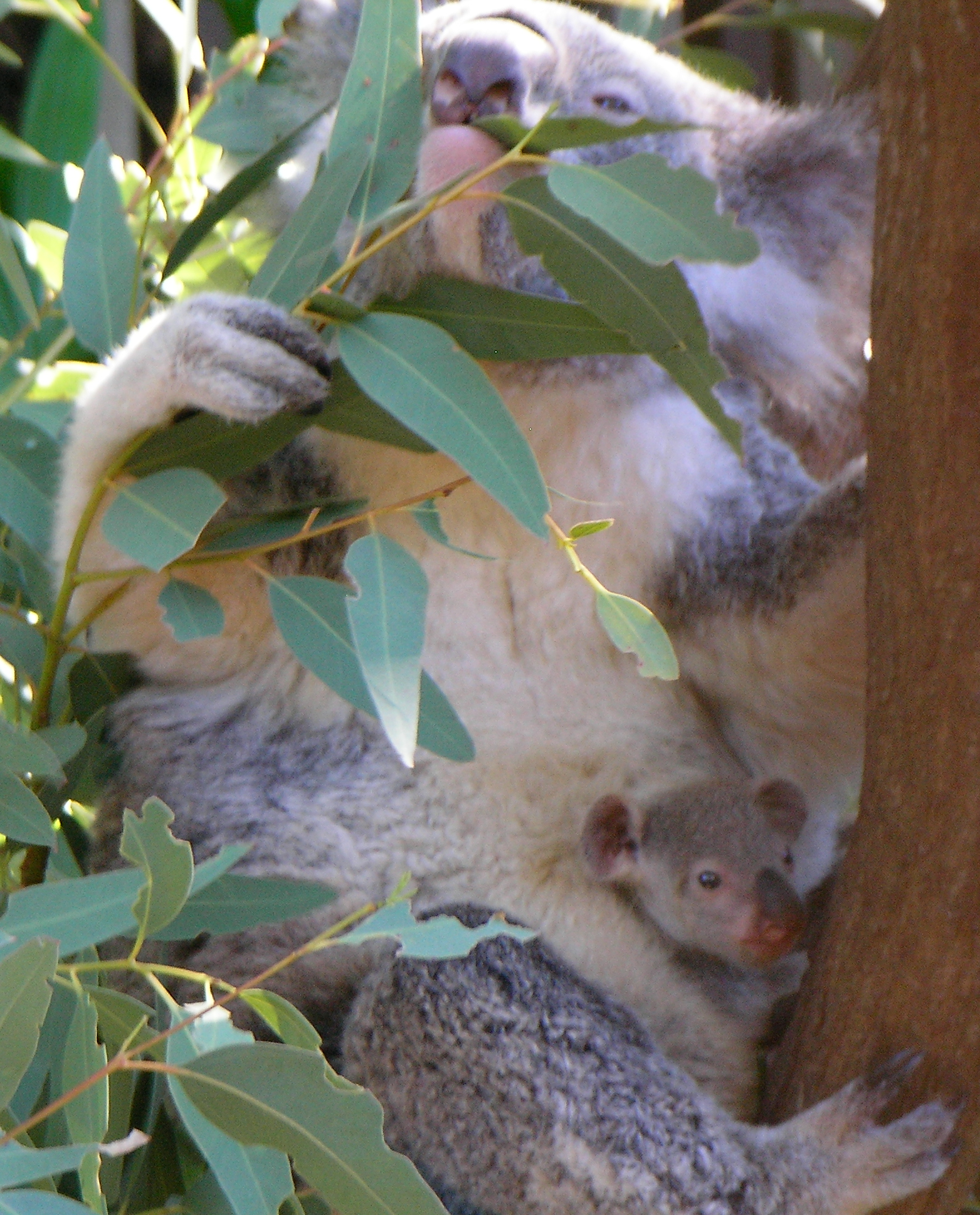
Коала с детёнышем

Коалы населяют эвкалиптовые леса, почти всю жизнь проводят в кронах этих деревьев. Днём коала спит, устроившись на ветке или в развилках ветвей; ночью лазает по деревьям, отыскивая корм. Даже если коала не спит, она обычно часами сидит совершенно неподвижно, обхватив ветку или ствол дерева передними лапами. Коала неподвижна 16—18 часов в сутки. По земле он передвигается не очень хорошо и потому спускается вниз только для перехода на новое дерево, до которого не может допрыгнуть. Прыгают коалы с дерева на дерево на удивление ловко и уверенно; спасаясь бегством, эти обычно медлительные и флегматичные звери переходят на энергичный галоп и быстро взбираются на ближайшее дерево. Умеют плавать.
Медлительность коалы связана с особенностями его питания. Он приспособился питаться почти исключительно побегами и листьями эвкалипта, которые волокнисты и содержат мало белка, зато содержат много фенольных и терпеновых соединений, ядовитых для большинства животных. Кроме того, молодые побеги, особенно ближе к осени, содержат синильную кислоту — страшный яд, капля которого способна убить овцу. Благодаря их ядовитым свойствам пищевая конкуренция со стороны других животных у коалы чрезвычайно мала — кроме него листьями эвкалипта питаются только представители семейства кольцехвостых кускусов, восточный и гигантский летучий кускус.
Чтобы не отравиться, коалы выбирают в пищу только те виды эвкалиптов, которые содержат меньше фенольных соединений, и предпочитают деревья, произрастающие на плодородных почвах (особенно вдоль берегов рек), в чьих листьях концентрация яда ниже, чем у эвкалиптов, растущих на бедных, неплодородных землях. Как следствие, из 800 видов эвкалипта коалы питаются всего 120 видами. Выбирать подходящую пищу коалам, видимо, помогает развитое обоняние. В неволе, где выбор у животного обычно меньше, оно способно даже отравиться пищей в результате кумулятивного эффекта.

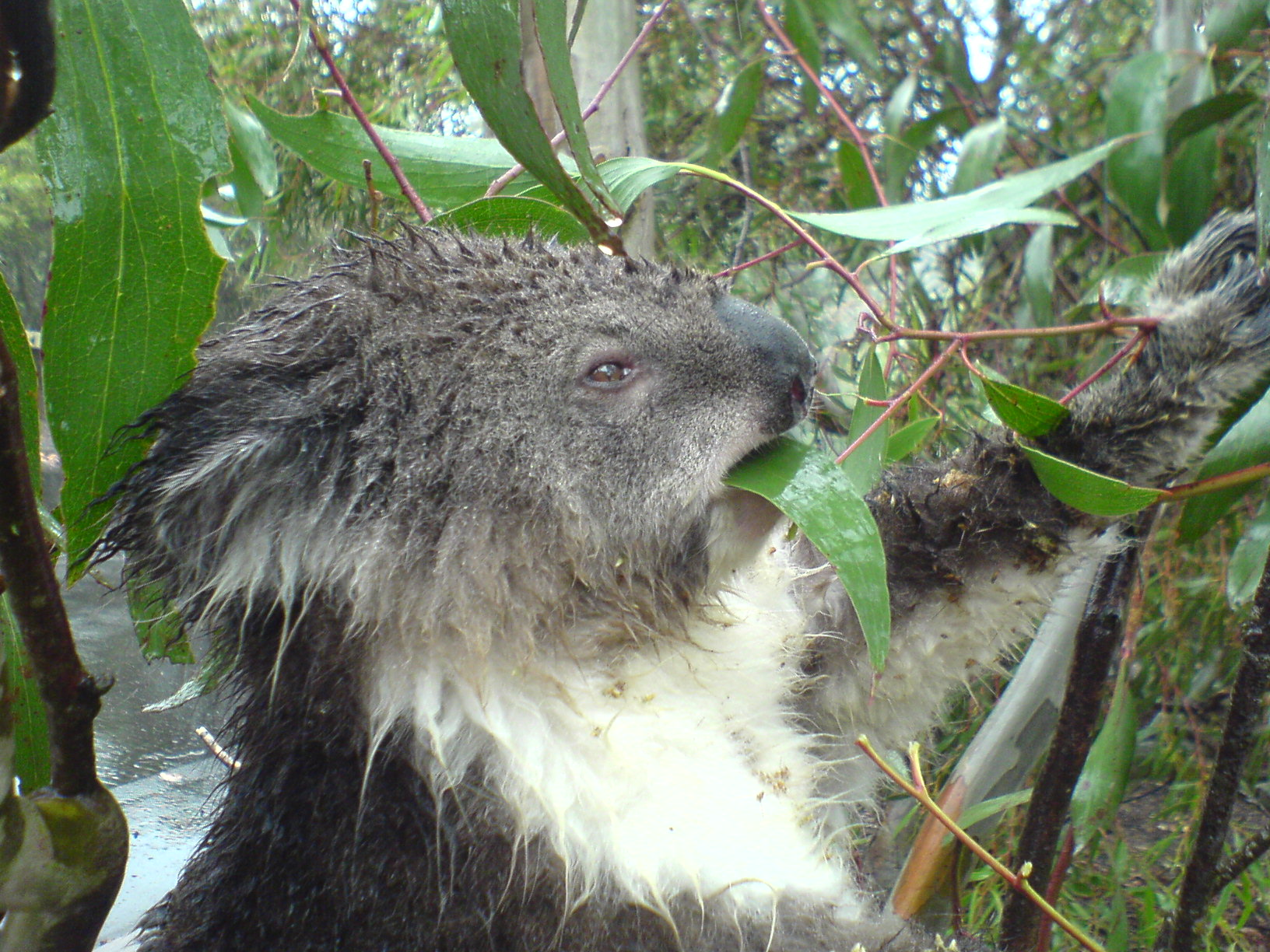
Коала ест листья эвкалипта

Скорость обмена веществ в организме коалы почти в два раза меньше, чем у большинства млекопитающих (за исключением вомбатов и ленивцев), — это помогает ему компенсировать низкую питательность диеты. В день коале требуется от 0,5 до 1,1 кг листьев, которые он тщательно измельчает и пережевывает, накапливая получившуюся массу в защёчных мешках. Как и у всех млекопитающих, питающихся волокнистыми растительными кормами, у коал в пищеварительном тракте присутствует богатая микрофлора, в том числе бактерии, переводящие неперевариваемую целлюлозу в усваиваемые соединения. Слепая кишка, где идёт процесс переваривания, чрезвычайно развита, достигая в длину 2,4 м. Ядовитые вещества, попадая в кровь, обезвреживаются в печени.
Всю необходимую влагу коалы получают из листьев эвкалиптов, а также из росы на листьях. Воду они пьют только в периоды длительных засух и во время болезни. Чтобы восполнить дефицит минеральных веществ в организме, коалы время от времени поедают землю.
Естественного регулятора численности этих зверей в природе не существует — аборигенные хищники на них не охотятся; на коал нападают только динго и одичавшие собаки. Зато коалы часто болеют. Цистит, периостит черепа, конъюнктивит, синусит — их обычные заболевания; синусит часто приводит к воспалению лёгких, особенно холодной зимой. Эпизоотии осложнённых синуситов, сильно сократившие численность коал, имели место в 1887—1889 и в 1900—1903 годах.

## Социальная структура и размножение

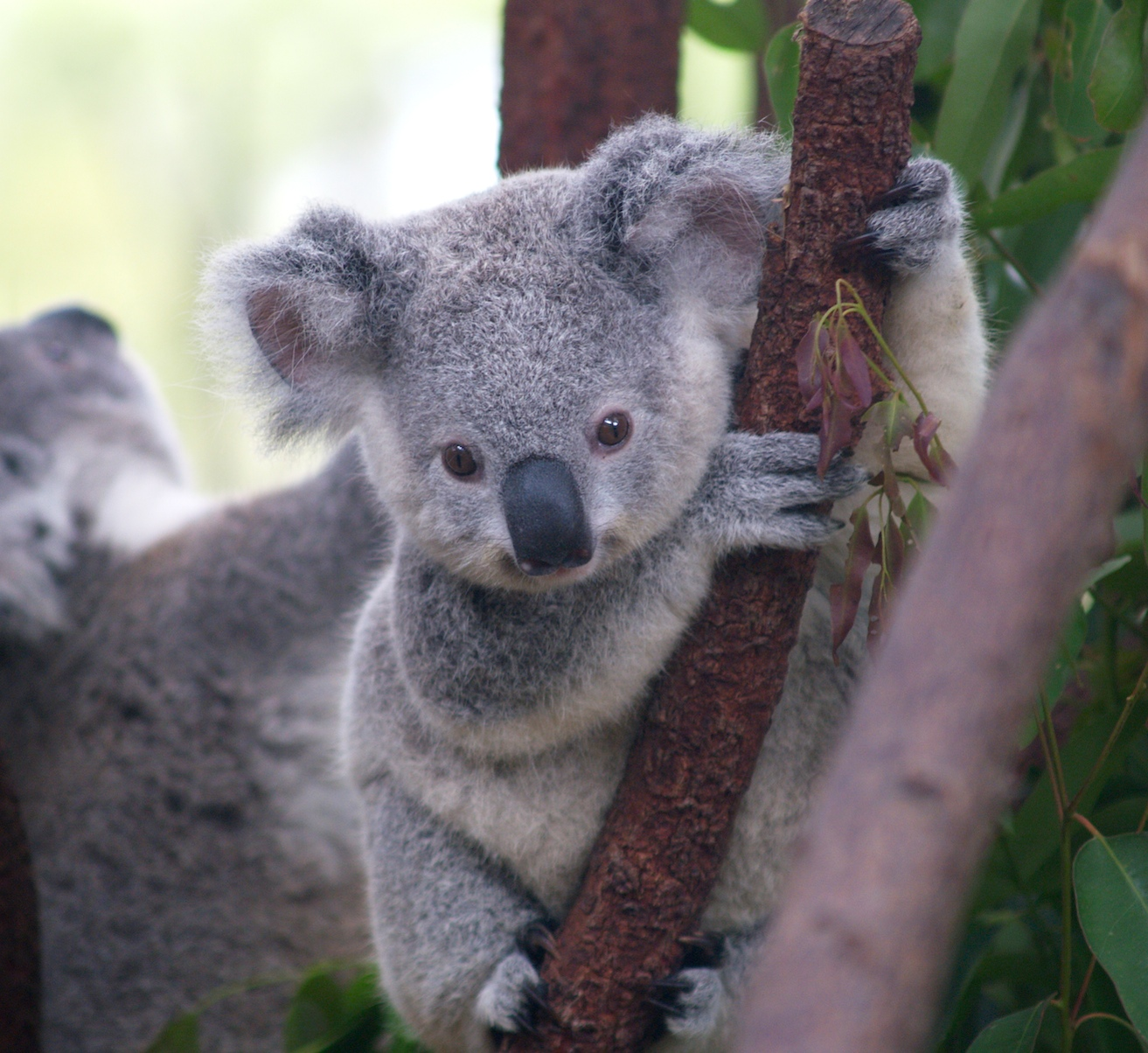
Детёныш коалы

Самки коал ведут одиночный образ жизни и придерживаются своих участков, которые крайне редко покидают. В плодородных областях участки отдельных особей зачастую перекрывают друг друга. Самцы не территориальные, но ещё менее общительны — при встрече, особенно в период размножения, они часто нападают друг на друга, нанося увечья.
Только в период размножения, который продолжается с октября по февраль, коалы собираются группами, состоящими из взрослого самца и нескольких самок. В это время самцы часто трутся грудью о деревья, оставляя пахучие метки, и издают громкие призывные крики, порой слышимые за километр. Поскольку самцов рождается меньше, чем самок, вокруг самцов коал в брачный сезон собираются гаремы из 2—5 самок. Спаривание происходит на дереве.
Беременность длится 30—35 дней. В помёте, как правило, всего один детёныш, который при рождении имеет длину всего 15—18 мм и массу около 0,5 г; изредка двойня. Детёныш остается в сумке в течение 6 месяцев, питаясь молоком, а затем ещё полгода «путешествует» на спине или на животе матери, вцепившись в её мех. В 30-недельном возрасте он начинает поедать полужидкие экскременты матери, состоящие из своеобразной кашицы из полупереваренных листьев эвкалипта, — таким путём в пищеварительный тракт молодых коал попадают микроорганизмы, необходимые для пищеварительного процесса. Эту кашицу мать выделяет примерно в течение месяца. В возрасте года детёныши становятся самостоятельными — молодые самки в возрасте 12—18 месяцев отправляются на поиски участков, но самцы часто остаются с матерями до 2—3 лет.
Размножаются коалы раз в 1—2 года. Половая зрелость у самок наступает в 2—3 года, у самцов — в 3—4 года. В среднем коала живёт 12—13 лет, хотя известны случаи, когда они доживали в неволе до 20-летнего возраста.

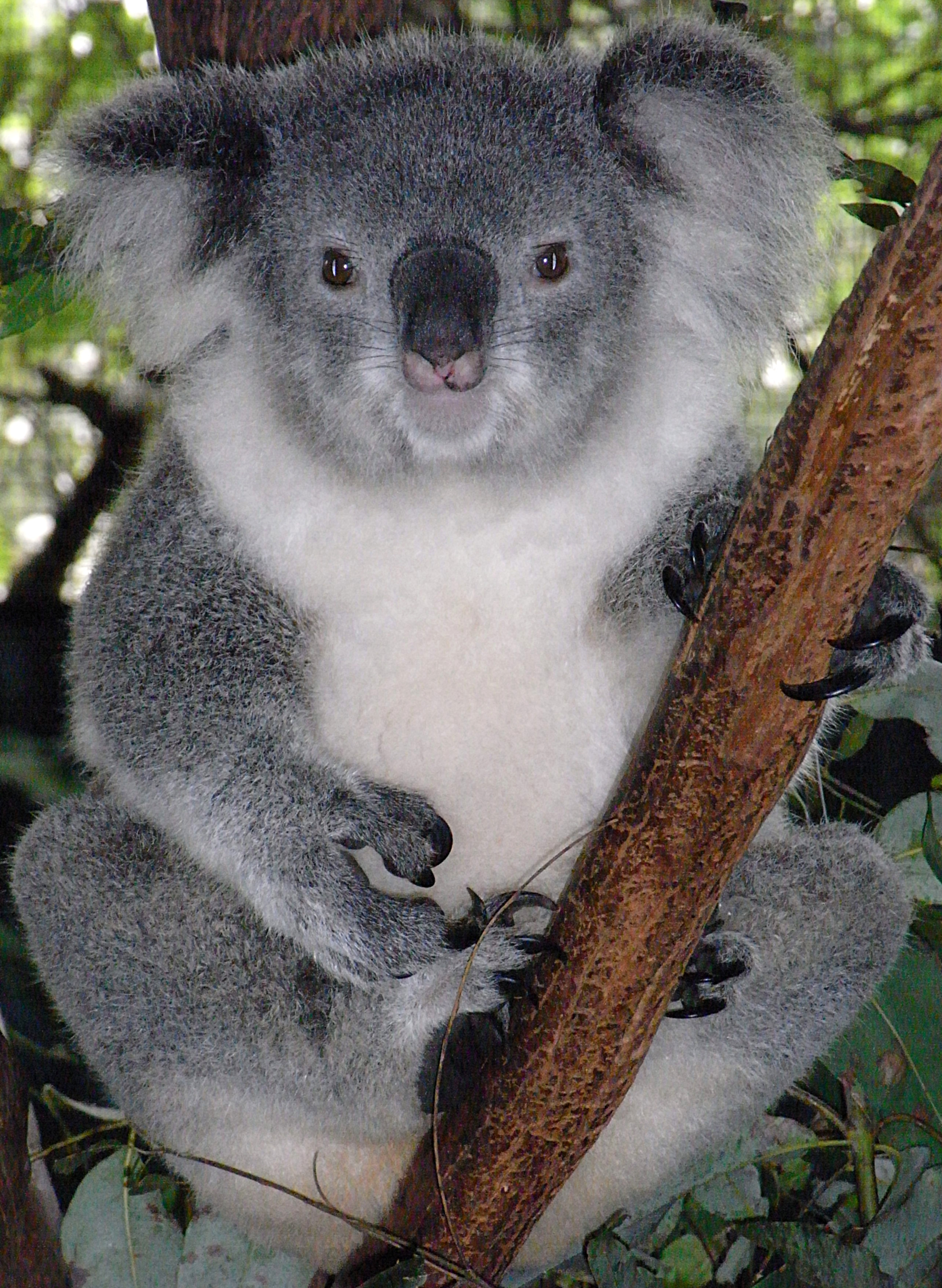
Самка

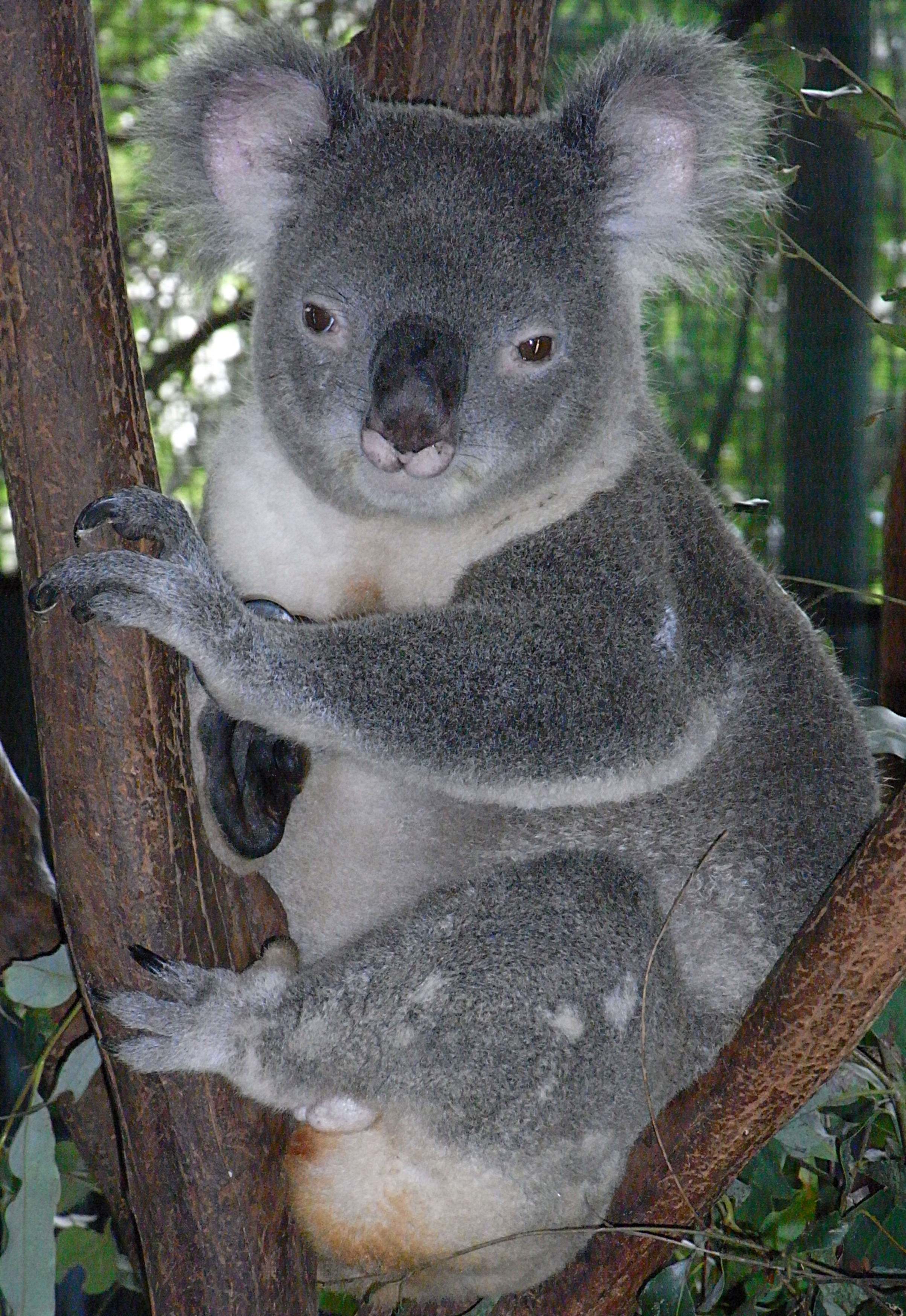
Самец

## Эволюция и филогенез
Коала относится к одному из базальных семейств сумчатых, родственному вомбатовым. Семейство Phascolarctidae достигало наибольшего многообразия в олигоцене, 34—24 млн лет назад, когда, судя по ископаемым останкам, насчитывалось не менее 18 видов сумчатых медведей. Среди них имелся такой гигант, как квинслендский коала Koalemus, который был в 28 раз больше современных коал. Современный коала Phascolarctos cinereus, предположительно, появился 15 млн лет назад, после вымирания более мелких и менее специализированных видов.

## Статус популяции и охрана
До появления европейцев основной причиной смертности коал были эпизоотии. Воспаление носовых пазух у животных часто переходит в пневмонию.
В XIX—XX веках коала стал объектом промысла из-за своего густого меха. Только в 1924 году из восточных штатов было экспортировано 2 млн шкурок. Доверчивые к людям, эти звери становились лёгкой добычей для охотников. Резкое сокращение численности этого зверя вынудило правительство Австралии сначала ограничить, а в 1927 году запретить охоту на коал, но только к 1953—1954 годам их популяция начала понемногу восстанавливаться. Хотя коале присвоен статус lower risk (низкий риск), им по-прежнему угрожают пожары, вырубка эвкалиптовых лесов, а также клещи, завезённые в Австралию из Японии и Индонезии. В Австралии созданы коала-парки Лоун Пайн Коала под Брисбеном и Коуну Коала Парк под Пертом, кроме того — действует международная организация Australian Koala Foundation, осуществляющая деятельность по сохранению популяции коал и среды их обитания. Близ Сиднея работает специальная больница для коал, занимающаяся лечением пострадавших животных.
На острове Кенгуру, куда коалы были интродуцированы в начале XX века, в 2000-е годы возникла проблема с резким увеличением популяции коал примерно до 30 тысяч особей, что приводит к истощению кормовой базы коал (эвкалиптов); предложение некоторых экологов об отстреле 2/3 популяции не было принято правительством штата Южная Австралия, к которому относится остров, потому что это повредило бы имиджу Австралии в глазах туристов.
В первом квартале 2015 года в австралийском штате Виктория по распоряжению правительства были убиты 686 коал. Власти объяснили такое решение избыточностью популяции, которая привела бы к голодной смерти животных. Численность коал достигала 20 особей на один гектар.
В конце декабря 2019 года в результате сильнейших пожаров погибла одна треть всей популяции вида. Власти Австралии выделили более 6 млн австралийских долларов на спасение коал.